# Харківка (Шосткинський район)
Харкі́вка — село в Україні, в Есманьській селищній громаді Шосткинського району Сумської області. Населення становить 56 осіб.
Після ліквідації Глухівського району 19 липня 2020 року село увійшло до Шосткинського району.

## Географія
Село Харківка розташоване на правому берез річки Клевень,вище за течіє на відстані 3 км розташоване село Комарівка, нижче за течією на відстані 6 км розташоване село Студенок. На відстані 2.5 км розташоване село Кучерівка.
По річці пролягає кордон з Росією.

## Назва
На території України 2 населених пункти із назвою Харківка.

## Історія
12 червня 2020 року, відповідно до розпорядження Кабінету Міністрів України № 723-р «Про визначення адміністративних центрів та затвердження територій територіальних громад Сумської області», село увійшло до складу Есманьської селищної громади.
19 липня 2020 року, в результаті адміністративно-територіальної реформи та ліквідації Глухівського району, село увійшло до складу новоутвореного Шосткинського району.

## Населення

### Мова
Розподіл населення за рідною мовою за даними перепису 2001 року:
| Мова       | Кількість | Відсоток |
| ---------- | --------- | -------- |
| українська | 53        | 94.64%   |
| російська  | 3         | 5.36%    |
| Усього     | 56        | 100%     |